# همه‌گیرشناسی شناختی
همه‌گیرشناسی شناختی یا اپیدمیولوژی شناختی (به انگلیسی: Cognitive epidemiology) یک زمینه پژوهشیی است که ارتباط بین نمره‌های آزمون هوش (نمره‌های IQ یا عوامل g استخراج‌شده) و سلامتی، به‌طور خاص‌تر بیماری (روانی و جسمی) و مرگ‌ومیر را بررسی می‌کند. به‌طور معمول، نمره‌های آزمون در سن پایین به دست می‌آید و با عوارض و مرگ‌ومیر بعدی مقایسه می‌شود. همه‌گیرشناسی شناختی علاوه بر کاوش و ایجاد این ارتباطات، به دنبال درک روابط علّی بین هوش و پیامدهای سلامتی است. پژوهشگران در این زمینه استدلال می‌کنند که هوش اندازه‌گیری‌شده در سن پایین، پیش‌بینی‌کننده مهمی برای تفاوت‌های بعدی سلامت و مرگ‌ومیر است.

## مرگ‌ومیر و عوارض کلی
یک همبستگی وارونه قوی بین هوش اولیه زندگی و مرگ و میر در جمعیت‌های مختلف، در کشورهای مختلف و در دوره‌های مختلف نشان داده شده‌است.
مطالعه‌ای که روی یک میلیون مَرد سوئدی انجام شد، «ارتباط قوی بین توانایی شناختی و خطر مرگ» را نشان داد.
مطالعه مشابهی روی ۴۲۸۹ سرباز پیشین ایالات متحده نشان داد که رابطه مشابهی بین IQ و مرگ‌ومیر وجود دارد.
همبستگی وارونه قوی بین هوش و مرگ و میر، پرسش‌هایی را مطرح کرده‌است که چگونه آموزش همگانی بهتر می‌تواند مرگ‌ومیر را به تأخیر بیندازد.
بین موقعیت اجتماعی-اقتصادی و سلامت همبستگی مثبت شناخته شده وجود دارد. مطالعه‌ای در سال ۲۰۰۶ نشان داد که کنترل ضریب هوشی سبب کاهش قابل توجهی در این ارتباط می‌شود.
تحقیقات در اسکاتلند نشان داده‌است که ضریب هوشی ۱۵ امتیازی کمتر به این معنی است که افراد یک پنجم شانس کمتری برای دیدن تولد ۷۶ سالگی خود دارند، درحالی‌که افرادی که ۳۰ امتیاز منفی دارند، ۳۷ درصد کمتر از کسانی که ضریب هوشی بالاتری دارند، به این مدت طولانی زندگی می‌کنند.

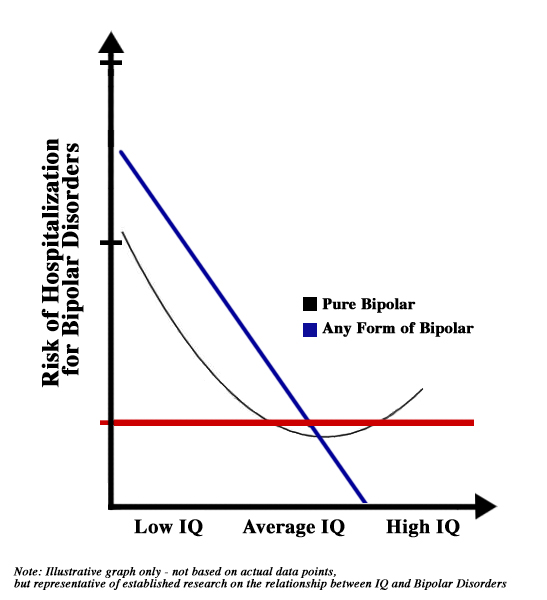
توجه: تنها نمودار گویا - نه بر اساس داده‌های واقعی، بلکه نشان‌دهنده تحقیقات ثابت‌شده دربارهٔ رابطه بین IQ و اختلال‌های دوقطبی است. لطفاً برای اطلاعات بیشتر گیل را نگاه کنید.